# セント・オールバンズ

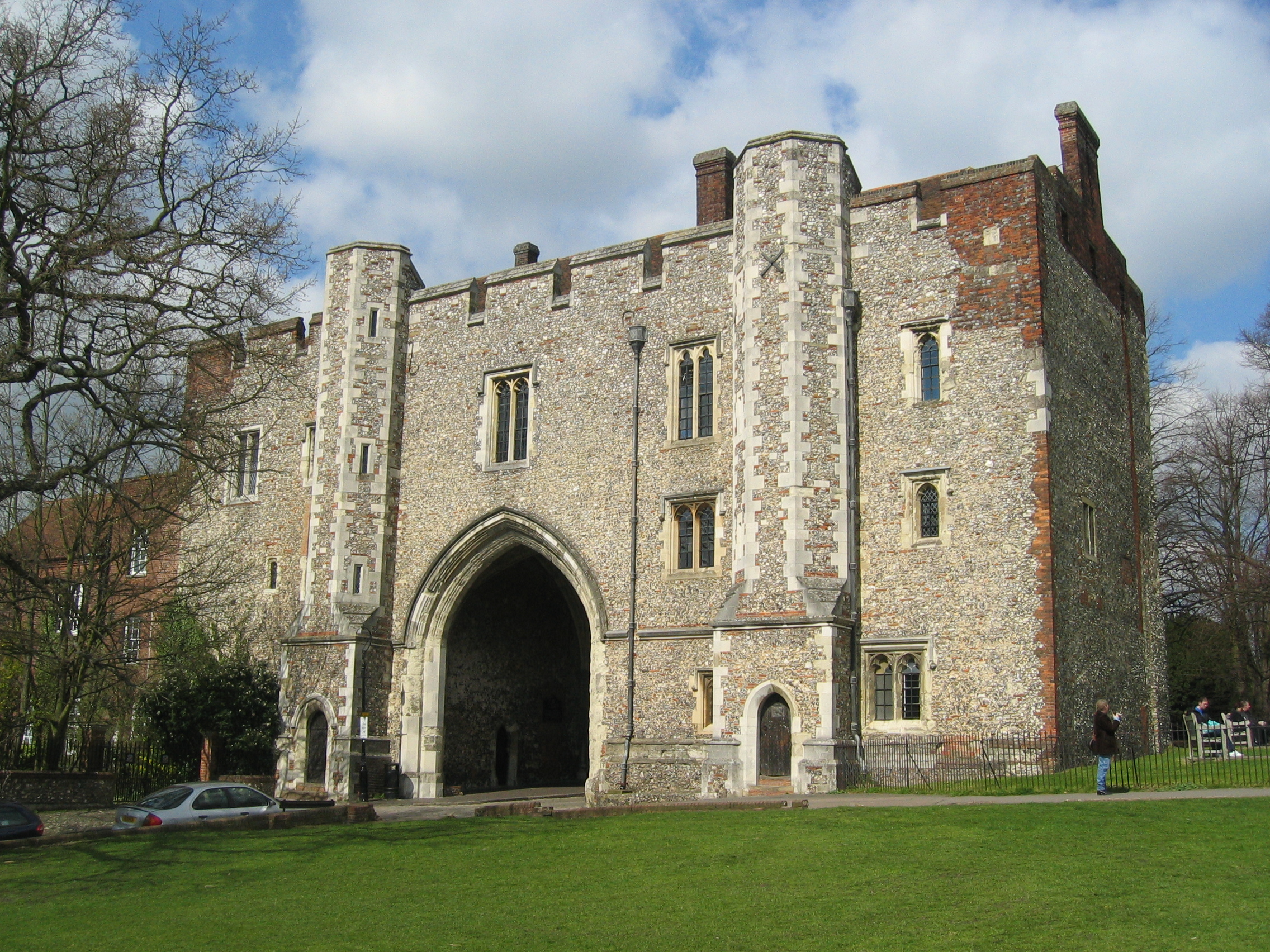
かつてのセント・オールバンズ修道院の門

セント・オールバンズ （St Albans、[ˈɔːlbənz]）は、イギリス・ハートフォードシャー南部のシティであるシティ・オブ・セント・オールバンズの中心エリア。ロンドン中央部から北へ22キロ地点にある。ブリテン島に住むケルト系のベルガエ族の集落、ヴェルラミオン（Verlamion）から市の歴史が始まる。北へ向かう旅行者のための古代ローマ道、ワトリング・ストリート (Watling Street) 沿いにできた最初の主要町であり、ローマ都市ヴェルラミウム (Verulamium) となった。ローマ衰退後、聖オルバンによって知られる修道院から、町はヴァーラムチェスター（Verlamchester）またはWæclingacaesterと呼ばれた。

## 地域性

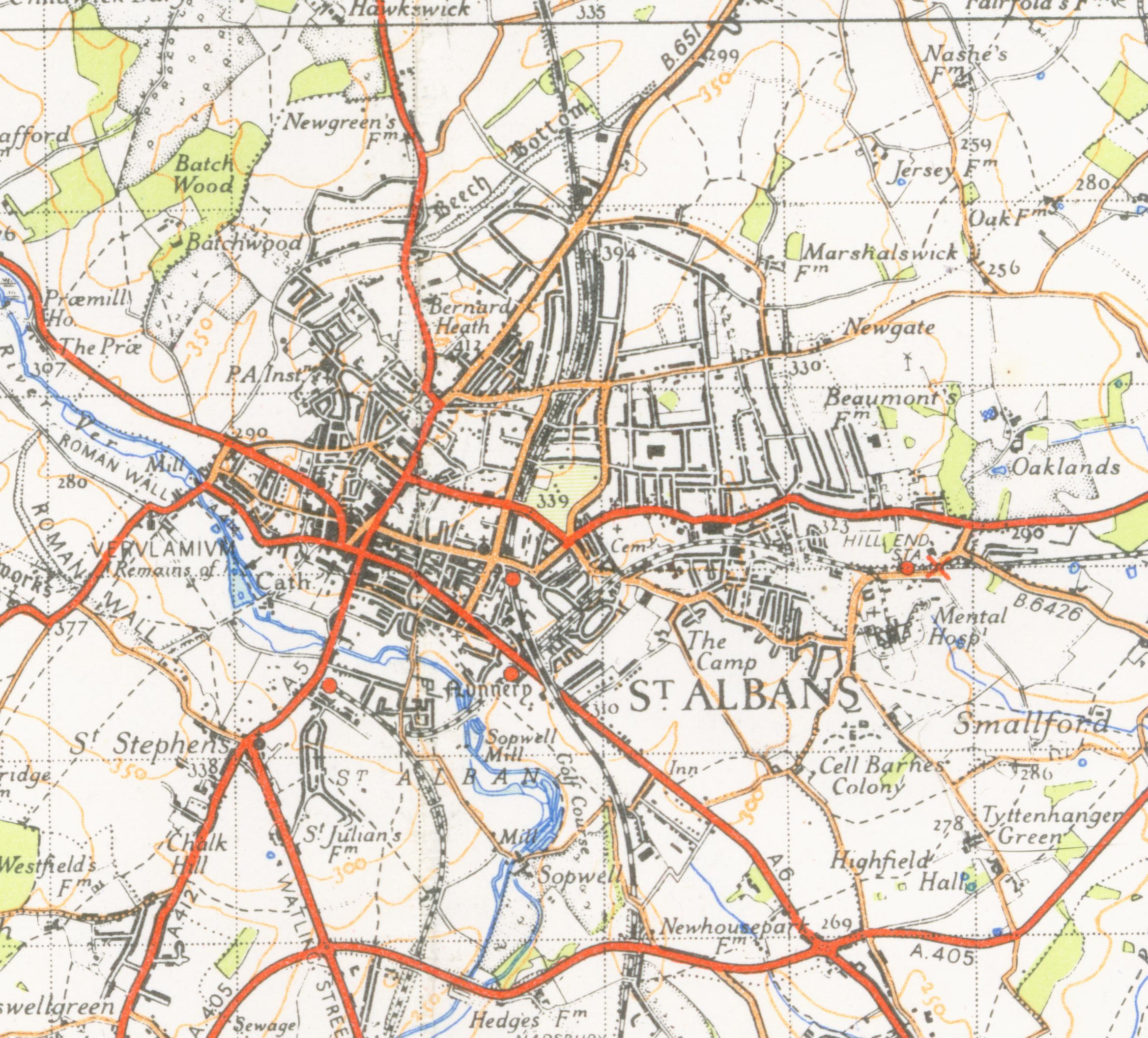
1944以降の市街図

セント・オールバンズの旧市街地から離れると、市は両大戦間と戦後に建てられた建物が大半を占め、郊外都市の特性を強めている。現在はイギリスの都市計画手法の一つであるグリーンベルト (Green Belt) 、無秩序に拡大する都市化を防ぎ、文化財や環境を保護するため、都市を環状に取り巻くように設置する緑地帯）によって、周囲を囲まれている。
セント・オールバンズ地区は、国内平均価格より相当高い住宅価格の物件を抱える。最近の平均住宅価格は、国内平均の199,184ポンドに対し、328,820ポンドである。セント・オールバンズは、ネイションワイド・ビルディング協会によれば、セントラル・ロンドン以外ではイギリスで最も生活費のかかる地だとみなされている。これは主として、電車を使えばロンドン、とくにシティ・オブ・ロンドンと最速の通勤距離となるためである。道路網では別の要素がある。セント・オールバンズはA5183（旧A5またはワトリング・ストリート）とA1081（旧A6）、市南部を南西に向けて走るM25高速道、西わずか数マイルを走るM1高速道、東へ8キロ行った地点に通るA1など、ロンドンとイギリス北部とを最速で結ぶ道路が出会う地点なのである。
市議会の見積もりでは、労働人口の20％がロンドンへ働きに出ており、地元企業は46,000種の職を供給されおよそ46％ほどが地元通勤者で埋められている。地元経済は主に事業所、中小企業、小売業、観光業からなり、その80％が10人以下の従業員を雇っている。労働者の33％が専門職・経営者で占められる。ハートフォードシャーにおける自営業は、イギリス全国平均の自営業者割合である12％と比較して、労働人口の15％となっている。
セント・オールバンズ市内には2つの鉄道駅がある。セント・オールバンズ・シティ駅 (St Albans City railway station) は、市中心部からおよそ750メートル東の場所にある.。テムズリンク線の電車で、ベッドフォード、ルートン、ロンドン・ルートン空港、ロンドン、サットン、ウィンブルドン、ロンドン・ガトウィック空港、ブライトンなどと接続されている。セント・オールバンズ・アビー駅 (St Albans Abbey railway station) は、市中心部の南およそ1キロの所にある。ロンドン・ミッドランド社 (London Midland) が運行するアビー・フライヤー (Abbey Flyer) 線が通る。
鉄道と陸路のどちらもロンドン・ルートン空港へアクセスが容易である。ロンドン・ヒースロー空港へは陸路でおよそ30分から45分ほどである。
市の中心部はひどい交通渋滞に悩まされている。市内には小さな通りが多く交差しており、車の利用率が高いのに自動車道には不適であり、地元公共交通機関の対策と乗り降りが貧弱なためである。また、中心部を通過するよりむしろ周辺を運転するよう運転者に促している。
青空市場が、市場広場とセント・ピーターズ通りで水曜日と土曜日に開かれている。毎月ファーマーズ・マーケットが通常第2日曜日に開かれ、フレンチ・マーケットが毎年4か月間開かれる。
セント・オールバンズには、エディンバラ、ノリッジ、ノッティンガム、オトリー、ロッチデイルなどに劣らないパブが集まる。イングランド最古と呼ばれるパブYe Olde Fighting Cocksにはかつてウォルター・ローリーが滞在したと言われる。

## 歴史

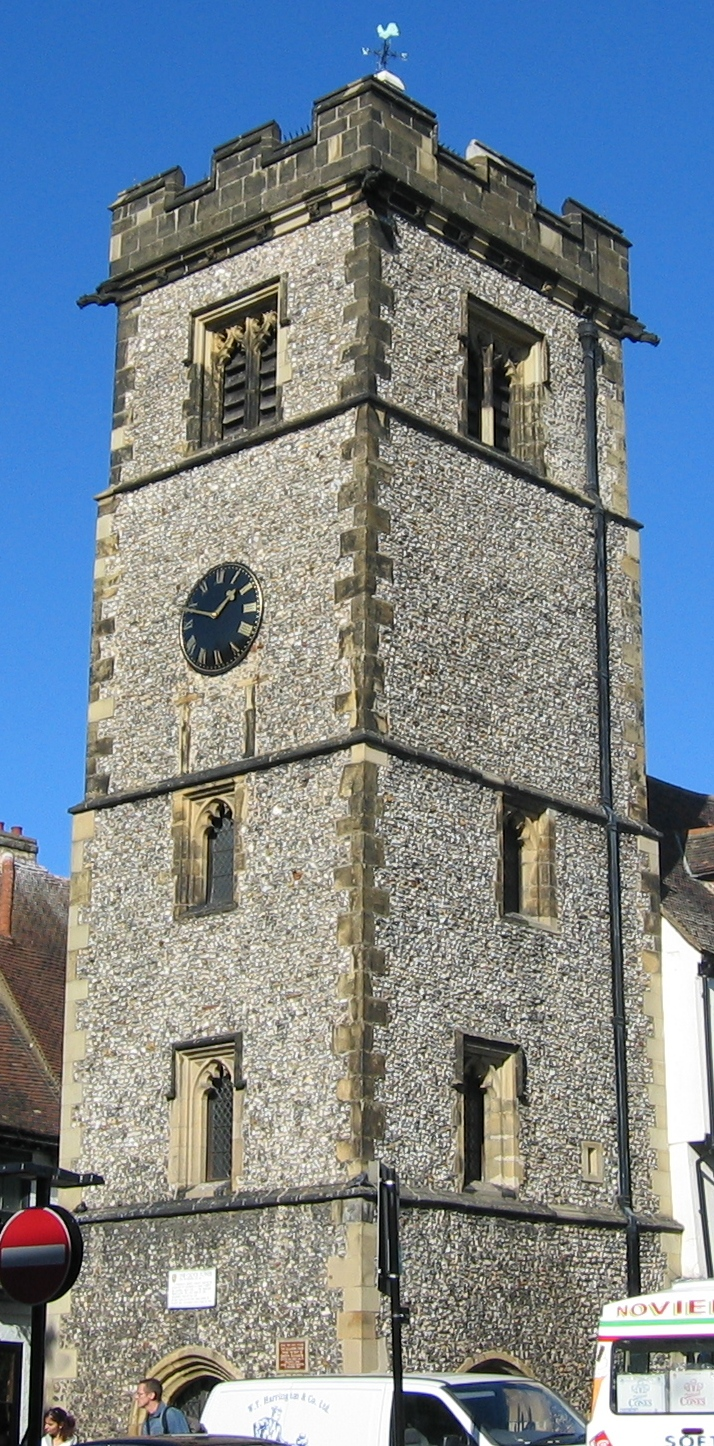
15世紀の時計塔

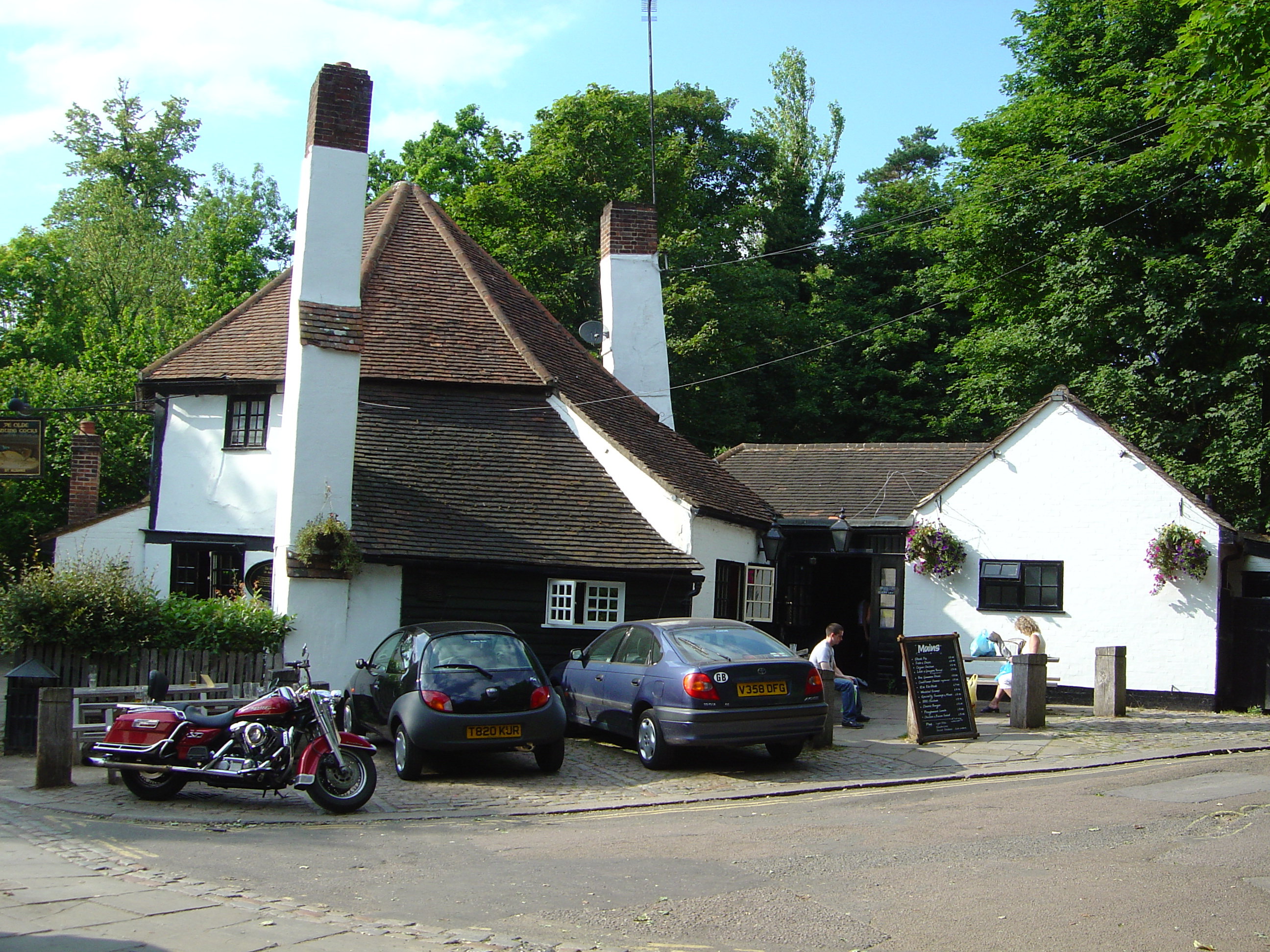
パブYe Olde Fighting Cocks

セント・オールバンズのある一帯は、定住地として長い歴史を持つ。ケルト系のCatuvellauni族が西のプレ丘に定住地をかまえていた。ローマ人の建設したヴェルラミウムは、ローマ支配時代のブリテン島で、ロンディニウム（現在のロンドン）に次いで大きな町であった。ヴェルラミウムは、現在の市中心部からほど近いヴァー川の谷の中に築かれていた。
中世の町は、ベネディクト会派のセント・オールバンズ修道院周囲の東側へ発展していった。この修道院は、ブリテン最初のキリスト教殉教者である聖オルバンが、324年以前に斬首刑に処された地に建てられた。かつてはイングランド第一の修道院で、その政治的重要性を反映し、マグナ・カルタの最初の草案がこの場所で書かれた。修道院付属教会は、現在のセント・オールバンズ大聖堂（正式にはthe Cathedral & Abbey Church of St Albanだが、地元では単にアベイと呼ばれる）が、1539年の修道院解散後すぐ、1553年に地元市民らによって購入され、教区教会となった。1877年、市にチャーターが授けられると、教会も主教座聖堂に格上げされた。現在の大聖堂がたつ場所より、かつての大聖堂のあった場所が丘のより高い場所にあり、現在の建物が1077年に建設が始められるより前に、修道院から継承されたことは明かである。西正門と外陣西側のベイは、1195年頃に工事が始まり、1235年頃に完成した。
セント・オールバンズ校 (St Albans School) はパブリック・スクールで、14世紀に建てられた修道院門を含む修道院の西側に建つ。学校は948年に創立され、英語圏で唯一のちのローマ教皇が学んだ学校でもある（ハドリアヌス4世が学んだ）。学校の建物の中には、比較的最近までかつて帽子工場だった建物が含まれている。かつてはセント・オールバンズで盛んだった製造業と結びついていたのである。近隣の都市ルートンは、帽子製造の盛んな地として知られる。
修道院とセント・オールバンズ校の間の道は、ヴァー川とヴェルラミウム公園（かつてのローマ都市のあった場所）へ向かって下っていき、アビー・ミル・レーンと呼ばれている。この道の途上に、セント・オールバンズ司教とハートフォード司教の邸宅があった。この道の終わりにパブYe Olde Fighting Cocksがある。ヴァー川には、キングズバリ水車があり、現在は博物館となっている。
セント・オールバンズの拡大は20世紀より前は概して緩やかであった。田舎の市場町、巡礼地であり、ロンドンから北部を目指す途上に最初の宿泊地となったことを反映していた。実際、テューダー朝からの多くの宿屋が存在している。両大戦間、市は電機産業の中心地となった。戦後にニュータウンの建設が行われ、グレーター・ロンドンの人口が再分配され顕著に市は拡大していった。
セント・オールバンズには今日もあらゆる時代の建物や遺跡が保存されており、観光地となっている。有名な建物には修道院と15世紀初頭の時計塔がある。そのうち時計塔は、イングランドでは似たものがあと1つしかない。時計塔がある場所は、エリナー・クロス（リンカン近郊で急死したエドワード1世妃エリナー・オブ・カスティルの遺体をロンドンへ運ぶ途上、葬列が止まった場所に建てられたゴシック様式の十字塔）がかつてあった場所と向かい合っていた。セント・オールバンズのエリナー・クロスは18世紀に荒れ果て、町のポンプと取り替えられた。
南からセント・オールバンズへ連なるホリーウェル丘は、聖オルバンの伝説にちなみ名付けられた。伝説では、彼の切られた首が処刑場から転がり落ち、麓で泉に落ちたとされる（別の伝説では首が止まった場所から、水がわき出る泉ができたという）。

## 出身人物
- アダム・ララーナ - サッカー選手
- ケイ・スタマーズ - 女子テニス選手
- マイク・ニューウェル - 映画監督
- コリン・チェリー - 心理学者

### ゆかりのある人物
- フランシス・ベーコン - 哲学者・科学者・法学者。一時期セント・オールバンズに居住。晩年の1621年にセント・オールバンズ子爵に任じられる
- スティーヴン・ホーキング - 物理学者。セント・オールバンズ校出身

## 姉妹都市
- ファーノ, イタリア
- ニーレジハーザ, ハンガリー
- ヌヴェール, フランス
- オーデンセ, デンマーク
- ヴォルムス, ドイツ
- Nieuwleusen, オランダ

友好都市は1つである。
- シルヘト, バングラデシュ

## スポーツ
- セント・オールバンズ・シティFC - プロサッカークラブ

## 教育
- セント・オールバンズ校（St Albans School）